# Catedral de Coutances
La catedral de Nuestra Señora de Coutances (del francés: Cathédrale Notre-Dame de Coutances), es una catedral de culto católico bajo la advocación de Nuestra Señora, la Virgen María en la ciudad de Coutances, en el departamento de La Mancha, en Francia, al noroeste del país.
Con una altitud de 90 metros, la catedral domina la ciudad de Coutances y es visible, según la leyenda de "La Hougue Bie" desde la isla de Jersey, situada a 40 kilómetros.

## Descripción
Este templo es de estilo gótico que data del siglo XIII, en la fachada tiene dos agujas y un tiburio. Ejemplo típico del gótico normando se caracteriza por la pureza de sus líneas. Bajo el paramento gótico de la nave y de las torres de la fachada se mantiene, todavía, la estructura románica de la catedral del siglo XI.
La reconstrucción de la nave precedió a la del coro (hacia 1220-1235). Estas dos partes del edificio son de estilo normando: los capiteles en ábaco circular recortado, los arcos esbeltos así como su modelado, evidencian la resistencia al estilo gótico francés. El estilo regional también aparece en la fachada de la catedral, en la que se ven unas líneas verticales vertiginosas sin ornamentos intermediarios en las columnas.
El altar mayor de la catedral fue construido hacia el año 1755 por Antoine y Raphael Duparc. Es uno de los altares mayores más grandes de Francia. Para hacer frente a la gran afluencia de peregrinos, la catedral fue ampliada en numerosas ocasiones. Una de sus particularidades es su doble deambulatorio.

### Dimensiones
| Longitud exterior                                   | 95,17 m |
| Longitud interior                                   | 87 m    |
| Longitud de la nave                                 | 38,70 m |
| Anchura de a nave entre los pilares                 | 8 m     |
| Anchura de la nave, de parte a parte de los pilares | 15 m    |
| Anchura de los laterales entre los pilares          | 4 m     |
| Anchura total                                       | 33,70 m |
| Longitud del transepto, exterior                    | 31 m    |
| Anchura del transepto, bajo el tiburio              | 11 m    |
| Altura del tiburio, bajo la bóveda                  | 40,85 m |
| Altura de la nave, bajo la llave de la bóveda       | 21,90 m |
| Altura de las agujas, más 3 m de la cruz            | 77 m    |
| Altura del tiburio exterior                         | 57,45 m |
| Anchura del coro                                    | 9,30 m  |
| Anchura total del ábside                            | 31,15 m |
| Aguja Sudoeste                                      | 75 m    |
| Aguja Noroeste                                      | 77m     |